# Platypalpus fasciatus
Platypalpus fasciatus är en tvåvingeart som först beskrevs av Johann Wilhelm Meigen 1822.  Platypalpus fasciatus ingår i släktet Platypalpus och familjen puckeldansflugor. Arten har ej påträffats i Sverige. Inga underarter finns listade i Catalogue of Life.